# Leibniz-Institut für Präventionsforschung und Epidemiologie
Das Leibniz-Institut für Präventionsforschung und Epidemiologie – BIPS GmbH (vormals: Bremer Institut für Präventionsforschung und Sozialmedizin (BIPS)) ist ein unabhängiges, interdisziplinär arbeitendes Epidemiologie-Forschungsinstitut, das seine Aufgabe in der Erforschung von Krankheitsursachen und der Vorbeugung gegen Erkrankungen sieht. Neben der Bearbeitung von Forschungsprojekten gehört auch die Umsetzung von Ergebnissen aus der Forschung in Praxis und Lehre zu seinen Aufgaben. Das BIPS ist seit 1. Januar 2013 Mitglied der Leibniz-Gemeinschaft.

## Geschichte
Das BIPS wurde am 1. Januar 1981 als rechtlich unselbständiges Forschungsinstitut des „Vereins zur Förderung der wissenschaftlichen Forschung in der Freien Hansestadt Bremen e.V.“ gegründet und hatte seinen Sitz zuerst am Präsident-Kennedy-Platz in Bremen-Mitte. Institutsdirektor wurde der Pharmakologe Eberhard Greiser, der sich bereits in den 1970er Jahren einen Namen in der Arzneimittelforschung gemacht hatte.
Später verlegte das BIPS seinen Sitz zum Klinikum Bremen-Mitte und dann in die Grünenstraße in der Bremer Neustadt.  Seit dem 1. April 1998 ist das BIPS mit der Führung der Registerstelle des epidemiologischen Krebsregisters Bremen betraut. Im Jahre 2000 zog es schließlich in die Linzer Straße zum Technologiepark Bremen neben der Universität Bremen.
Im November 2003 schied der langjährige Institutsdirektor Greiser aus. Seine Nachfolgerin, Iris Pigeot, leitete seit 2001 die Abteilung für Statistik (Biometrie und EDV) und trat ihr Amt als neue Direktorin im März 2004 an.
Am 1. Januar 2007 wurde das BIPS Zentrale Wissenschaftliche Einrichtung an der Universität Bremen. Seit Ende November 2008 war das BIPS ein assoziiertes Mitglied der Leibniz-Gemeinschaft. Im Jahre 2010 zog das BIPS erneut um, und zwar diesmal in das ehemalige Gebäude des Rechenzentrums der bremischen Verwaltung in der Achterstraße 30 im Bremer Stadtteil Horn-Lehe, das dafür grundlegend saniert worden war. Zum 1. Januar 2012 wurde das Institut aus der Universität als GmbH ausgegliedert und umbenannt. Seit dem 1. Januar 2013 ist das BIPS Vollmitglied der Leibniz-Gemeinschaft.

## Struktur
Das Institut hat fünf Abteilungen:
- Biometrie und EDV
- Epidemiologische Methoden und Ursachenforschung
- Prävention und Evaluation
- Klinische Epidemiologie
- Verwaltung

Die Geschäftsführung des BIPS besteht aus der Direktorin Iris Pigeot und der Verwaltungsleitung Frauke Günther und Norman Wirsik.
Dem Institut ist ein international besetzter wissenschaftlicher Beirat zugeordnet, der gegenwärtig aus neun Personen besteht. Neben dem Aufsichtsrat koordiniert ein Institutsrat die Zusammenarbeit der Abteilungen. Gesellschafter der GmbH ist der „Verein zur Förderung der wissenschaftlichen Forschung in der Freien Hansestadt Bremen e.V.“

## Forschung
Die Arbeit des BIPS erstreckt sich von der Erkennung von Risikofaktoren bei der Entstehung von Krankheiten über die Erarbeitung von Konzepten zur Gesundheitsförderung, deren Umsetzung in Präventions- und Vorsorgeprogrammen bis zum Einsatz von solchen Programmen. Zudem ist das BIPS an der Entwicklung gesundheitswissenschaftlicher Standards beteiligt. Das BIPS fühlt sich in seiner Forschung den Regeln der guten epidemiologischen Praxis verpflichtet. Dies bezieht sich auch auf die Einhaltung von Datenschutzbestimmungen und ethischen Anforderungen.
Die Forschungsschwerpunkte des BIPS sind in alphabetischer Reihenfolge:
- Epidemiologie arbeitsbedingter Erkrankungen
- Frauen- und Geschlechterforschung
- Genetische Epidemiologie und Bioinformatik
- Gesundheitsberichterstattung
- Klinische Epidemiologie
- Krebsepidemiologie (u. a. Bremer Krebsregister)
- Methodenforschung
- Pharmakoepidemiologie
- Prävention und Gesundheitsförderung
- Umweltepidemiologie

Anfang November 2018 veröffentlichte das BIPS das Ergebnis einer Studie mit rund 16.000 Kindern, in der Zusammenhänge zwischen Übergewicht und Diabetes untersucht wurden.